# Бортом (река)
Бортом — река в России, протекает по Гайнскому району Пермского края. Устье реки находится в 52 км по правому берегу реки Тимшор. Длина реки составляет 21 км.
Исток реки в болотах в 14 км к северо-востоку от посёлка Верхняя Старица. Река течёт на северо-запад по ненаселённому, сильно заболоченному лесу. Незадолго до устья сливается с узким и сильно вытянутым озером Нахты, после чего впадает в Тимшор.

## Данные водного реестра
По данным государственного водного реестра России относится к Камскому бассейновому округу, водохозяйственный участок реки — Кама от истока до водомерного поста у села Бондюг, речной подбассейн реки — бассейны притоков Камы до впадения Белой. Речной бассейн реки — Кама.
Код объекта в государственном водном реестре — 10010100112111100003512.